# رتیاریوس

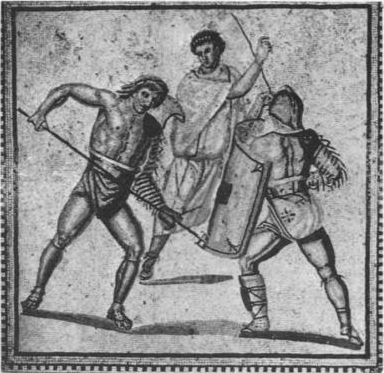

رتیاریوس (لاتین retiarius و جمع retiarii) که می‌توان آنرا بصورت تحت‌اللفظی به‌عنوان «مرد توری» یا «جنگنده توری» ترجمه کرد،  یکی از چندین نوع گلادیاتور در روم باستان بود که با تجهیزاتی مشابه آنچه ماهی‌گیران استفاده می‌کردند می‌جنگیدند.
آنها با سلاح‌های سبک از جمله، تور، نیزه سه‌شاخ و خنجر. می‌جنگید و با دستبندی به نام lorica manica و محافظ شانه‌ای به نام galerus یا spongia از خود محافظت می‌کرد. لباس آنها عموماً از لباس‌های نخی به نام سابلیگاکلوم تشکیل می‌شد که با کمربند پهن (بالتئوس) یا با تونیک کوتاه بسته می‌شد. روی کفش‌های رتیاریوس‌ها محافظی نداشت.
در مورد نمادشناسی آن، علاوه بر تضاد انسان با طبیعت،  رتیاریوم نمایانگر آبی بود که با آتش روبرو می‌شد. گلادیاتورهای روم باستان را می‌توان بر اساس نوع سلاح‌هایی که حمل می‌کردند و از سربازان واقعی الگوبرداری شده بود طبقه‌بندی کرد.